# Eduard Freise
Eduard Ferdinand Freise (* 18. Mai 1849 in Gandersheim; † 6. Dezember 1927 in Braunschweig) war ein deutscher Chemiker und der Gründer der Deutschen Drogistenakademie in Braunschweig.

## Leben
Freise wurde als Sohn des Kaufmanns Karl Freise geboren und besuchte zunächst die Günthersche Privatschule in Braunschweig. 1865 wurde er aufgrund einer besonderen Prüfung am Collegium Carolinum aufgenommen, wo er das Baufach und etwas später Chemie studierte. Während seines Studiums wurde er 1865 Mitglied der Braunschweiger Burschenschaft Germania. Er wechselte während des Studiums an die Technische Hochschule München, die Universität Göttingen und die Universität Rostock, wo er im März 1870 seine Doktorprüfung in Chemie ablegte. Thema der Doktorarbeit war Ueber Sauerstoff-Consum und Kohlensäure-Bildung beim Keimen mehliger und öliger Pflanzen-Samen, desgleichen bei der Entwicklung von Blätter- und Blüthen-Knospen. Ende 1876 gründete er ein Drogen- und Chemikaliengeschäft in Braunschweig.

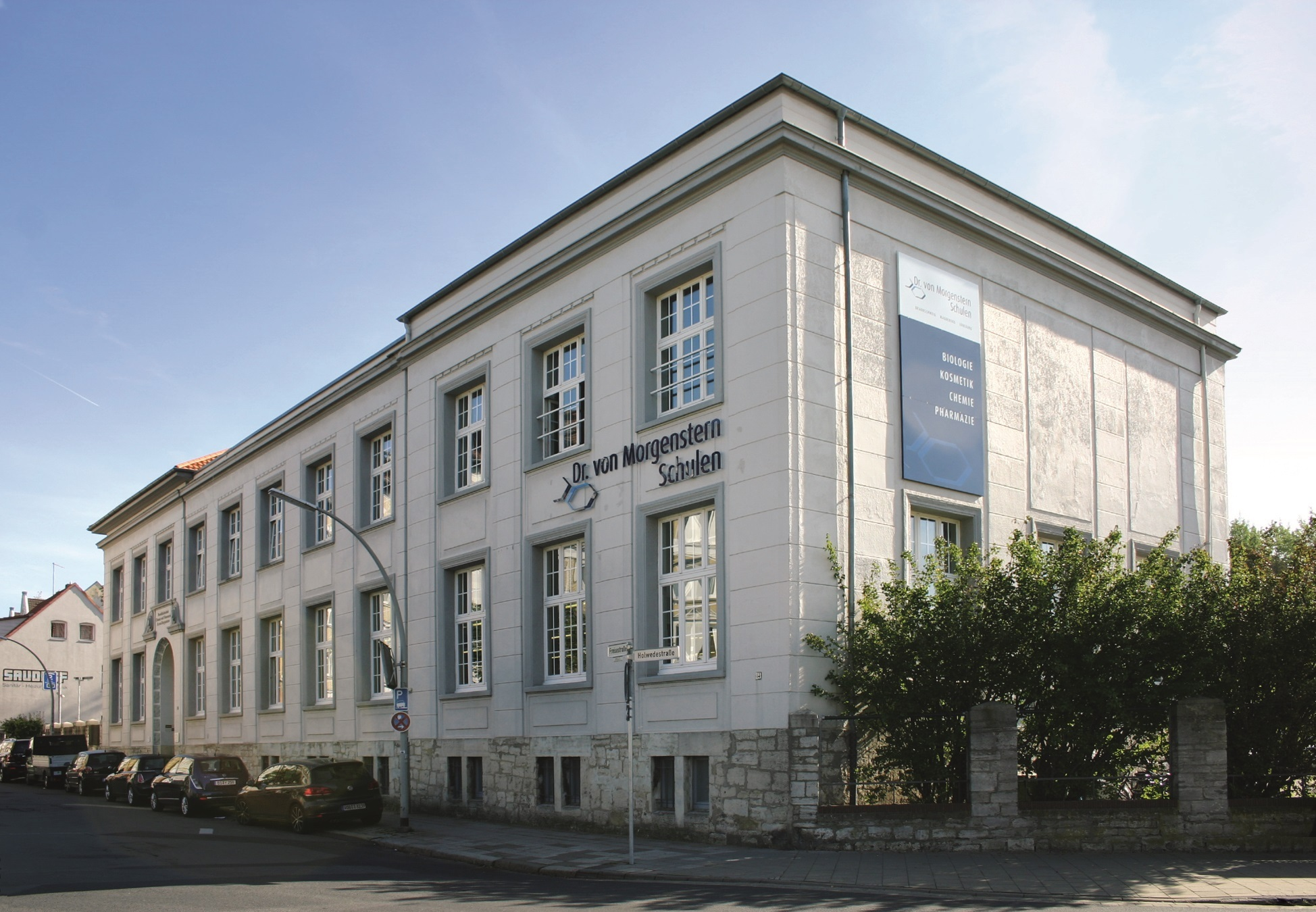
Schulgebäude der ehemaligen Deutschen Drogisten-Akademie in Braunschweig

Nach Gründung der Deutschen Drogisten-Akademie im Jahr 1880 verkaufte er 1881 sein Geschäft. 1905 erhielt Freise durch den Prinzregenten von Braunschweig den Titel „Professor“ verliehen. Er leitete bis 1915 die Akademie und behielt seine Lehrtätigkeit bis 1927 bei.
Eduard Freise war mit Helene, Tochter des Kaufmanns Weusthoff aus Braunschweig, verheiratet. Aus der Ehe gingen die drei Kinder Werner (* 1873), Käte (* 1880) und Robert (* 1885) hervor.

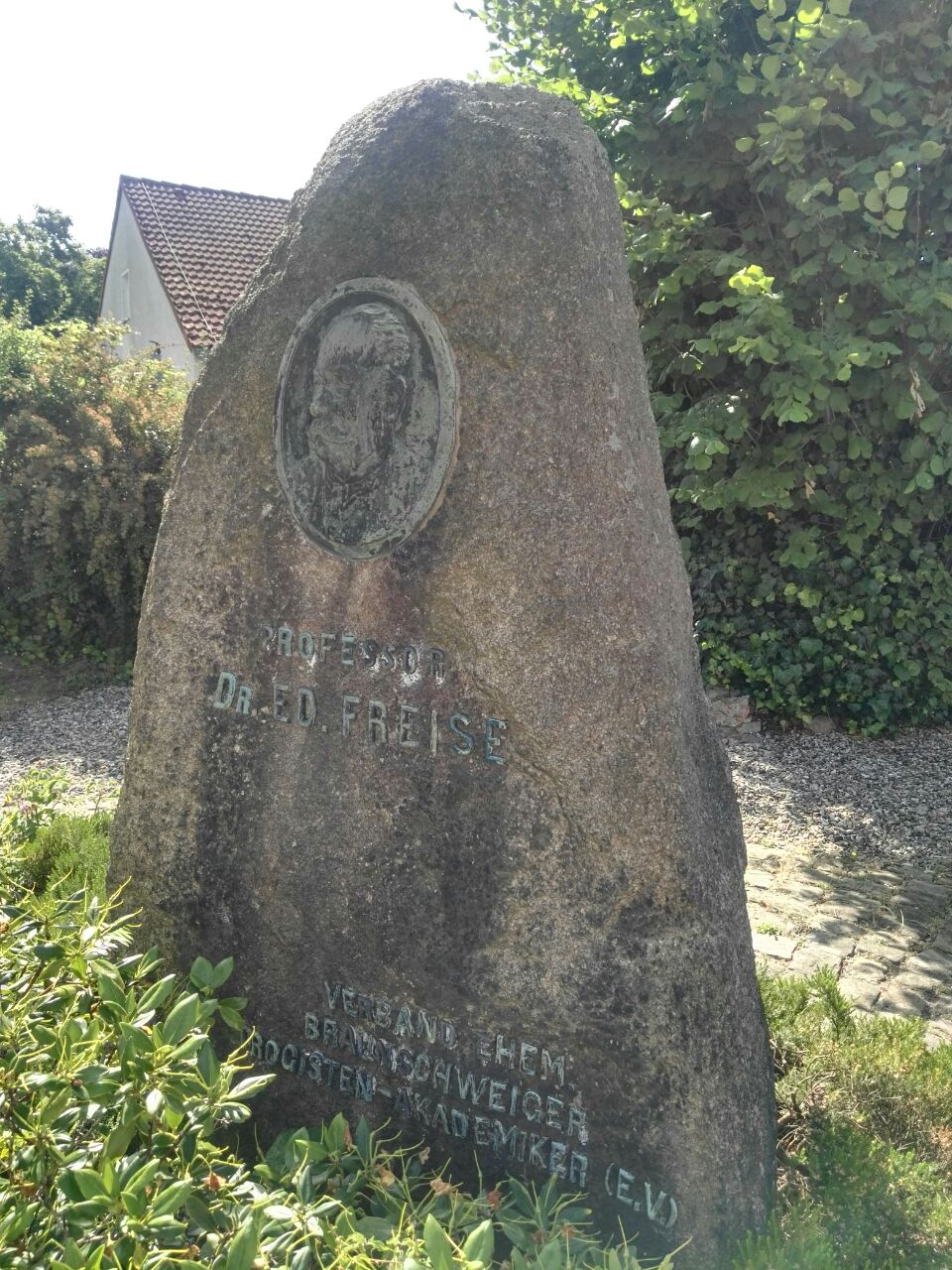
Gedenkstein im Garten der Drogistenakademie, Foto der Esperanto-gruppe im Juni 2022

Am 6. Dezember 1927 starb Eduard Freise im 79. Lebensjahr. Die Freisestraße in Braunschweig wurde nach ihm benannt. Am 29. Juni 1930 wurde ihm zu Ehren ein Gedenkstein im Garten der Drogistenakademie aufgestellt.

### Esperanto
Freise hat sich relativ früh für Esperanto eingesetzt. Als der Herzogregent Johann Albrecht im Jahr 1911 die Honoratioren des Herzugstums zu einem Vortrag über Esperanto in den großen Saal des Schlosses befohlen hat, durfte Freise über seine Erfahrungen mit dem Esperanto-Unterricht an der Drogistenakademie berichten.

## Schriften (Auswahl) 870,OCLC162958239.
- Beitrag zur bakteriologischen Beurteilung des Schwimmbassinwassers (= Dissertation, Universität Göttingen) Dieterichsche Universitäts-Buchdruckerei, Göttingen 1906, OCLC 56372361.
- Kurze Anleitung zur Harnprüfung. Leipzig 1921.
- Chemisch-analytisches Hilfsbuch und Grundriss der chem. Technologie. Mayer, Braunschweig 1925, OCLC 830774986.
- mit Ferdinand von Morgenstern: Der Drogist. Lehr- und Nachschlagebuch für Drogisten und Apotheker. (in zwei Teilen) Killinger, Nordhausen am Harz 1927/28, OCLC 180595882.